# Арнет Лем
Арнет Лем (на английски: Arnette Lamb) е американска писателка на бестселъри в жанра исторически любовен роман.

## Биография и творчество
Арнет Лем е родена на 12 януари 1947 г. в Бостън, Масачузетс, САЩ.
Става член на Асоциацията на писателите на романси на Америка. През 1987 – 1988 г. е избрана за четвъртия председател на клона на организацията в Хюстън.
Започва да пише в края на 80-те години, а първият ѝ романс „Нишките на съдбата“ е публикуван през 1990 г. Автор е на общо 13 произведения, исторически романси, със сюжет и място на действието в Шотландия. Неколкократно е била финалист за наградата за историческа романтика на списание „Romantic Times“.
Арнет Лем умира от рак на гърлото на 18 септември 1998 г. в Хюстън, Тексас.

## Произведения

### Самостоятелни романи
- Годежът, The Betrothal (1992)
- His Flame (1998)

### Серия „Кланът Маккензи“ (Clan MacKenzie)
1. Нишките на съдбата, Threads of Destiny (1990)
2. Highland Rogue (1991)
3. Betrayed (1995)
4. Beguiled (1996)
5. True Heart (1997)

### Серия „Границата“ (Border)
1. Border Lord (1993)
2. Ангел на нощта: Младоженка от границата, Border Bride (1993)
3. Шотландска кръв, Chieftain (1994)
4. Продадена принцеса, Maiden of Inverness (1995)

### Сборници
- „Flowers from the Sea“ в Cherished Moments (1994) – с Розане Битнер и Анита Милс
- „Hark! The Herald“ в A Holiday of Love (1994) – с Джил Барнет, Джуд Деверо и Джудит Макнот